# مسفار (اسم)
مسفار هو اسم علم مذكر من أصل عربي، ومعناه هو جاء على صيغة المبالغة، وهوالكثير الأسفار الصبور على الأسفار.

## وصلات خارجية
- موسوعة السلطان قابوس لأسماء العرب